# キルステン・フラグスタート

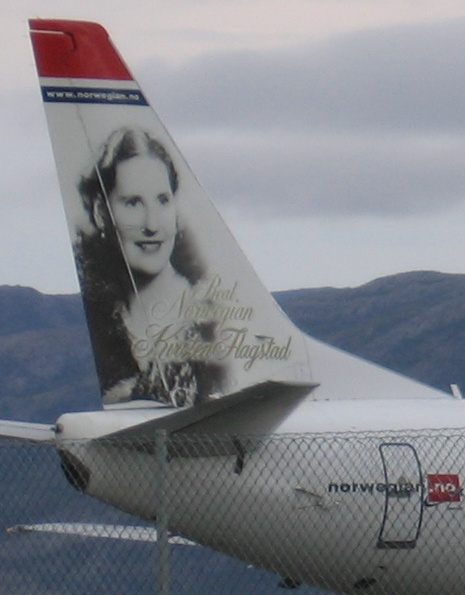
飛行機の尾翼に描かれたキルステン・フラグスタート

キルステン・フラグスタート（Kirsten Malfrid Flagstad、1895年7月12日 - 1962年12月7日）は、ノルウェーのオペラ歌手。20世紀に活躍した、特にワーグナーの楽劇において最高のソプラノの一人と評価されている。現在の100ノルウェー・クローネ紙幣に彼女の肖像を見ることができる。

## 生涯
ノルウェーのハーマル出身で18歳の時にオスロ国立劇場でオペラ歌手としてデビューした。当初は北欧での活動が主で、国際的に注目を集めるようになったのは1933年にバイロイト音楽祭に出演して以降のことである（ただし、ワグネリアンでもあったアドルフ・ヒトラーの影響力が強かった当時のバイロイトではノルウェー人のフラグスタートはさほど重用されなかった）。1935年にはメトロポリタン歌劇場に登場し、1941年にノルウェーに帰国するまでワーグナー歌手として活躍する。ノルウェー帰国は夫がナチス・ドイツに協力していたのを説得してやめさせるためとされ、1947年までの間ほとんど演奏活動は行っていない。1950年にはヴィルヘルム・フルトヴェングラーとの共演でリヒャルト・シュトラウスの『4つの最後の歌』を初演している。1953年にパーセルの『ディドーとエネアス』に出演したのを最後に舞台からは引退したが、その後もリサイタルや録音で活動を続けた。その時期にデッカ・レコードで実現したゲオルク・ショルティ指揮『ニーベルングの指環』のスタジオ録音にも出演している。1962年、オスロで死去。

## 出演オペラ
- 『ワルキューレ』ジークリンデ[1]、ブリュンヒルデ[2]
- 『トリスタンとイゾルデ』イゾルデ[3]
- 『神々の黄昏』ブリュンヒルデ[4]
- 『タンホイザー』エリーザベト[5]
- 『ローエングリン』エルザ[6]
- 『パルジファル』クンドリ[7]
- 『フィデリオ』レオノーレ[8]
- 『ジークフリート』ブリュンヒルデ[9][10]
- 『さまよえるオランダ人』ゼンタ[11]

## ディスコグラフィ

### オペラ全曲
- 『ディドとエネアス』（1952年、HMV＝EMI）ジェレイント・ジョーンズ指揮マーメイド管弦楽団演奏：フラグスタート（ディド）、エリーザベト・シュヴァルツコップ（ベリンダ）
- 『トリスタンとイゾルデ』（1952年、HMV＝EMI）ヴィルヘルム・フルトヴェングラー指揮フィルハーモニア管弦楽団演奏：ルートヴィヒ・ズートハウス（トリスタン）、フラグスタート（イゾルデ）、ヨーゼフ・グラインドル（マルク王）、ブランシュ・シーボム（英語版）（ブランゲーネ）、ディートリヒ・フィッシャー＝ディースカウ（クルヴェナール）、エドガー・エヴァンス（英語版）（メーロト）、ルドルフ・ショック（牧人/若い水夫）
- 『アルチェステ』（1956年、デッカ）ジェレイント・ジョーンズ指揮ジェレイント・ジョーンズ管弦楽団演奏：フラグスタート（アルチェステ）、ラウル・ジョバン（アドメート）
- 『ラインの黄金』（1958年、デッカ）ゲオルク・ショルティ指揮ウィーン・フィルハーモニー管弦楽団演奏：ジョージ・ロンドン（ヴォータン）、フラグスタート（フリッカ）、セット・スヴァンホルム（スウェーデン語版、英語版）（ローゲ）、クレア・ワトソン（英語版）（フライア）、ヴァルデマール・クメント（フロー）、エーベルハルト・ウェヒター（ドンナー）、ジーン・マデイラ（英語版）（エルダ）、クルト・ベーメ（ファーフナー）

## 伝記
- The Last Prima Donnas, by Lanfranco Rasponi, Alfred A Knopf, 1982. ISBN 0-87910-040-0
- 『クラシック続・不滅の巨匠たち』（音楽之友社、1994年、P240～243）
- ルイ・ビアンコリ『ヴァグナーの女王―キルステン・フラグスタート自伝』（新評論、2010年）

## 注
1. ↑  Die Walküre {273} Matinee Broadcast ed. Metropolitan Opera House: 02/2/1935
2. ↑  Die Walküre {274} Uncut*. Matinee ed. Metropolitan Opera House: 02/15/1935
3. ↑  Tristan und Isolde {224} Metropolitan Opera House: 02/6/1935
4. ↑  Götterdämmerung {123} Uncut*. Matinee ed. Metropolitan Opera House: 02/28/1935
5. ↑  Tannhäuser {285} Metropolitan Opera House: 03/15/1935
6. ↑  Lohengrin {400} Metropolitan Opera House: 03/18/1935
7. ↑  Parsifal {130} Metropolitan Opera House: 04/17/1935
8. ↑  Fidelio {58} Matinee Broadcast ed. Metropolitan Opera House: 03/7/1936
9. ↑  Wiener Operntheater, 8 September 1936
10. ↑  Siegfried {170} Metropolitan Opera House: 01/22/1937
11. ↑  Der Fliegende Holländer {37} Matinee ed. Metropolitan Opera House: 01/7/1937